# Wolfgang Greilich

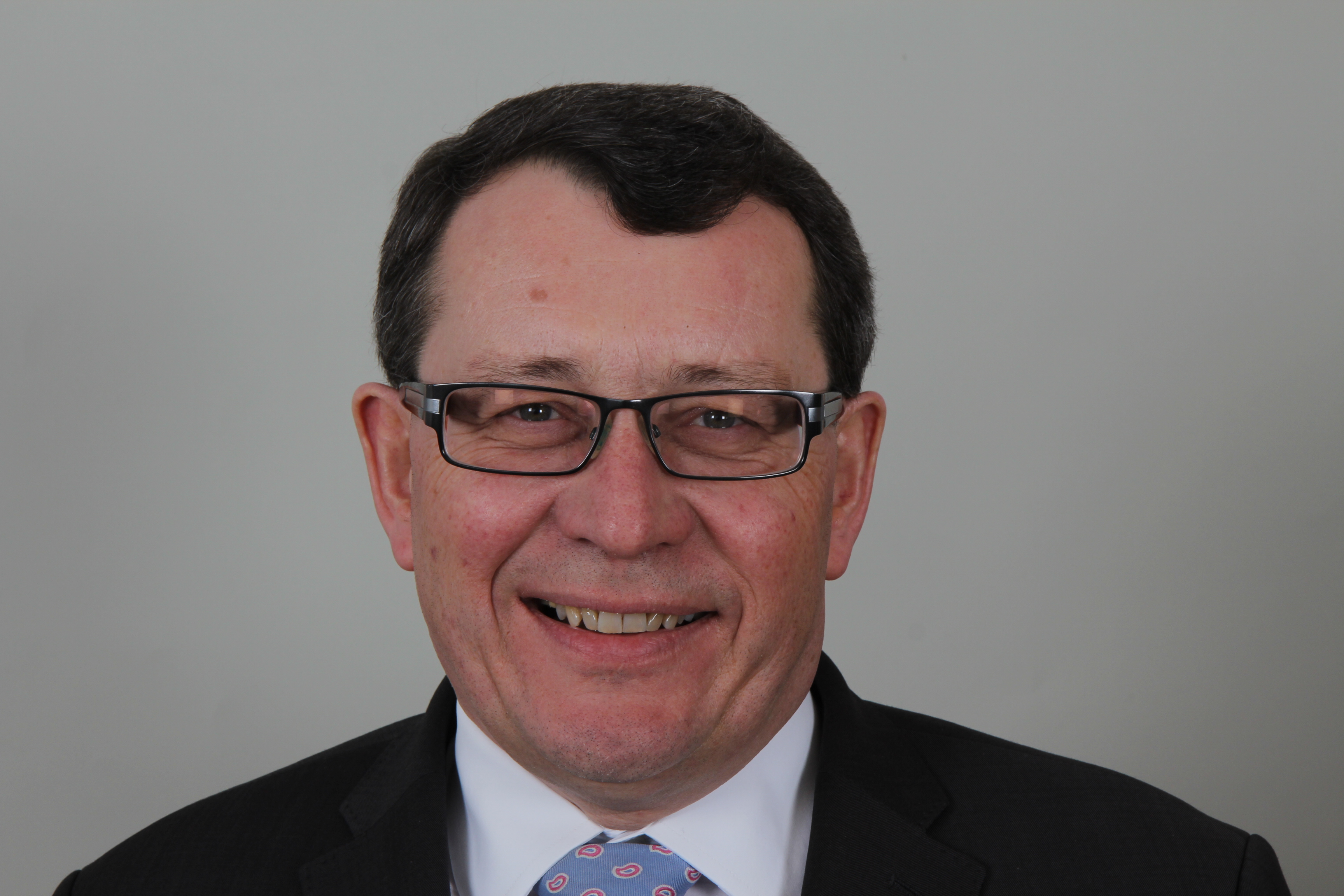
Wolfgang Greilich (2013)

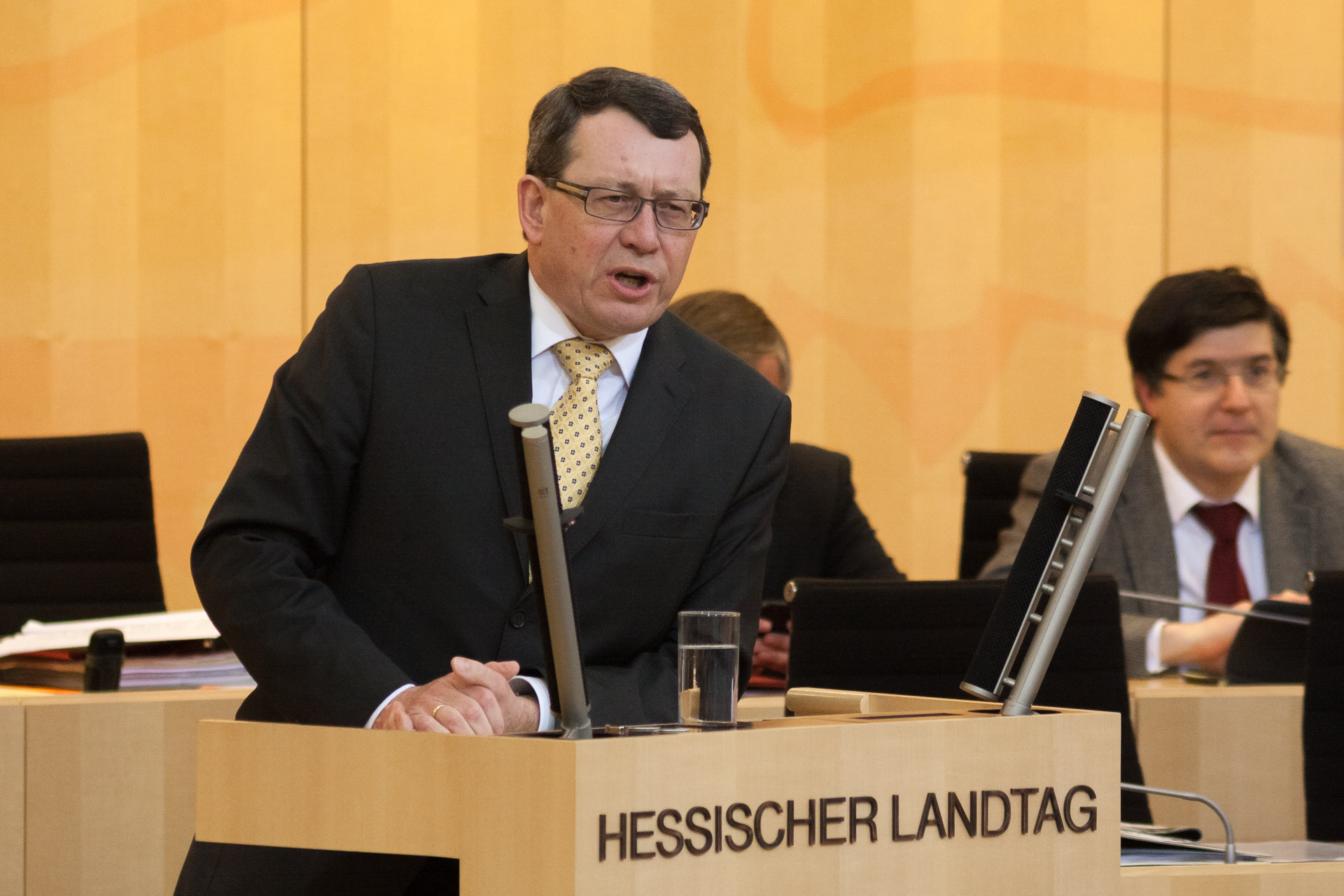
Greilich als Redner im Landtag

Wolfgang Greilich (* 13. April 1954 in Gießen) ist ein deutscher Rechtsanwalt, Notar und Politiker. Als Abgeordneter der FDP gehörte er von Dezember 1990 bis April 1991 sowie von 2008 bis 2019 dem Hessischen Landtag an. Dort war er vom 31. Mai 2012 bis zum 18. Januar 2014 Fraktionsvorsitzender und vom 18. Januar 2014 bis zum 17. Januar 2019 Vizepräsident des Hessischen Landtages.

## Ausbildung und Beruf
Nach dem Abitur im Jahr 1973 absolvierte Greilich ein Studium der Rechtswissenschaften, das er 1979 mit dem ersten und 1982 mit dem zweiten juristischen Staatsexamen abschloss. Er arbeitete von 1980 bis 1983 am Lehrstuhl für Bürgerliches Recht, Handels- und Wirtschaftsrecht, Steuerrecht und Rechtsvergleichung bei Uwe Blaurock an der Justus-Liebig-Universität Gießen. 1982 gründete Greilich eine Anwaltskanzlei, die 1988 zur Anwaltssozietät ausgebaut wurde. Ein Jahr später wurde er zum Notar berufen. Im Jahr 2005 wurde er der erste mittelhessische Fachanwalt für Bau- und Architektenrecht. Zurzeit ist er als Rechtsanwalt und Notar tätig, Seniorpartner der Kanzlei GHC Greilich Hirschmann & Coll. mit derzeit elf Rechtsanwälten, davon zwei Notaren, einem Steuerberater und Kooperation mit einem weiteren Steuerberater und Wirtschaftsprüfer.

## Politik
Wolfgang Greilich ist seit 1970 Mitglied der FDP. Er war in der Partei in vielen Parteiämtern tätig. Von 1972 bis 1982 war er bei den Deutschen Jungdemokraten aktiv, 1973 Kreisvorsitzender und ab 1974 stellvertretender Landesvorsitzender. Ab 1982 war Greilich bis zum Ausscheiden aufgrund der Altersgrenze Mitglied der Jungen Liberalen (JuLis). In den Jahren 1981 bis 1997 amtierte er als Stadtverordneter in Gießen. Im Jahr 1993 wurde er in den Landesvorstand der FDP-Hessen, 2003 als Bezirksvorsitzender der FDP in Mittelhessen gewählt.
Am 18. Dezember 1990 rückte er für Gisela Babel auf die Dauer von dreieinhalb Monaten in den Hessischen Landtag nach und schied 1991 nach Ablauf der Wahlperiode aus. Bei den Landtagswahlen 2008 und 2009 zog er erneut ins Parlament ein. Ab 2008 war er stellvertretender Fraktionsvorsitzender der FDP im Hessischen Landtag und deren innenpolitischer Sprecher. Am 31. Mai 2012 wurde Greilich Nachfolger von Florian Rentsch als Fraktionsvorsitzender der FDP im Hessischen Landtag. Rentsch war zuvor zum Wirtschaftsminister im Kabinett Bouffier I ernannt worden.
Bei der Landtagswahl in Hessen 2013 trat er im Wahlkreis Gießen I an. Hier unterlag er seinem Kontrahenten Gerhard Merz (SPD), konnte jedoch über die Landesliste wieder in den Landtag einziehen.
Am 18. Januar 2014 wurde er in der konstituierenden Sitzung des Landtages zu dessen Vizepräsidenten gewählt.

## Privates
Wolfgang Greilich ist verheiratet, evangelisch und hat drei Söhne. In seiner Freizeit ist er begeisterter Anhänger der Basketballmannschaft Gießen 46ers. Er ist Mitglied in der Deutschen Lebens-Rettungs-Gesellschaft DLRG und im Verein Soziale Dienste e. V.

## Auszeichnungen
2024 wurde Greilich mit dem Bundesverdienstkreuz am Bande ausgezeichnet.